# Guttman-Skala
Die Guttman-Skala ist ein Skalierungsverfahren in der empirischen Sozialforschung, mit dem Einstellungen zu einer Sache (z. B. Personen, Personengruppen, Verhaltensweisen) erfasst werden. Sie ist benannt nach dem Sozialforscher Louis Guttman.
Zur Ermittlung von Werten auf der Guttman-Skala werden den Befragten mehrere Aussagen vorgelegt, die sie bejahen oder verneinen sollen. Diese sind so angeordnet, dass eine sehr allgemeine Aussage am Anfang steht, eine extreme am Schluss. Wer eine Aussage bejaht, tut dies im Normalfall ebenso bei allen vorigen Aussagen. Eine Guttman-Skala, bei der dies immer auftritt, nennt man perfekt. Solch eine Skala zu erzeugen, ist oft schwierig und nur mit wenigen Aussagen, die bewertet werden müssen, möglich.

## Beispiel
Eine Variante der Guttman-Skala ist die Skala der Sozialen Distanz, die 1925 von Emory S. Bogardus vorgestellt wurde. Sie misst die Distanz des Befragten gegenüber einer bestimmten Gruppe, z. B. einer sozialen Minderheit. Dazu wird nach der Bereitschaft gefragt, einen Angehörigen einer Gruppe
1. als Besucher des Heimatlandes zuzulassen;
2. als Mitbürger zuzulassen;
3. als Arbeitskollegen zu akzeptieren;
4. als Nachbarn zu akzeptieren;
5. als Freund zu haben;
6. in die Familie einheiraten zu lassen.

Wer Frage 3 mit Ja beantwortet, sollte auch Fragen 1 und 2 bejahen.

## Reproduktionskoeffizient
Dabei leitet sich ein sogenannter Reproduktionskoeffizient aus dem Verhältnis zwischen angemessenen Antworten (das heißt Zustimmungen die aufeinander aufbauen und nicht in ihrer „logischen Kette“ unterbrochen werden) und der Gesamtzahl aller Antworten her. Unangemessene Antworten wären demnach solche, die diese Kette durchbrechen:
„Ja, Moslems dürfen in diesem Wohnviertel leben. Aber nein, nicht in diesem Land“.
Dieser ist ein Maß dafür, wie gut der Fragensatz (in diesem Fall das Messinstrument) die Wirklichkeit, das empirische Relativ, auf homomorphe Art und Weise in ein numerisches Relativ (numerische Skala der Zustimmung/Ablehnung) abbildet und ein Maß dafür, wie gut der Fragensatz die latente Variable Zustimmung misst.
Der Reproduktionskoeffizient sollte mindestens den Wert 0,9 haben.